# Britannium
«  Métal de Britannia » redirige ici. Pour les autres significations, voir Britannia.

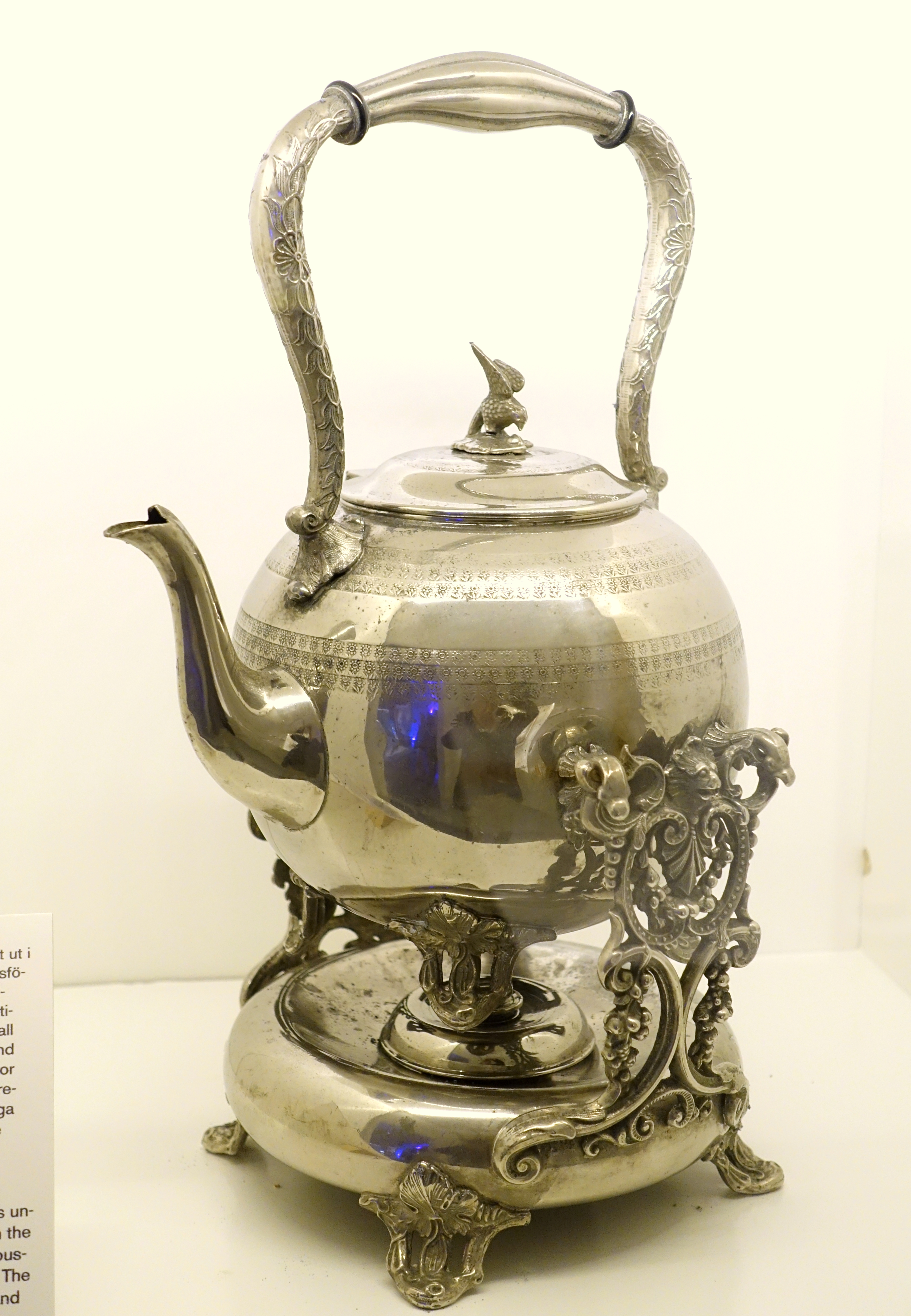
Théière en métal de Britannia.

Le britannium, ou métal de Britannia, est un alliage d'étain, de cuivre et d'antimoine.
C'était le matériau principal des statuettes des Oscars du cinéma avant d'être remplacé par le bronze en 2017.